# Donald Lindsay Galbreath
Donald Lindsay Galbreath (Newark (Ohio), 19 de mayo de 1884- Londres, 2 de noviembre de 1949) fue un dentista estadounidense, es más conocido por su dedicación como heraldista, que se estableció en el cantón de Vaud en Suiza donde obtuvo la nacionalidad suiza también.

## Biografía
Donald L. Galbreath pertenecía a una familia estadounidense de ascendencia escocesa. Su padre fue dentista y su madre profesora. Realizó estudios universitarios en Alemania, luego en Estados Unidos y Suiza. En 1910, abrió un consultorio dental en Montreux (antes Le Châtelard).
Sus dotes lingüísticas en inglés, alemán y francés le sirvieron con gran provecho para realizar sus investigaciones en los campos de la heráldica y la sigilografía. Gracias a sus numerosas publicaciones, Galbreath figura como uno de los mayores representantes de estas ciencias. En colaboración con los heraldistas Egon Freiherr von Berchem y Otto Hupp, elaboró un catálogo de escudos de armas medievales alemanes. La revista de los Archives héraldiques suisses, de la que era responsable de la redacción romanda, consiguió, bajo su dirección, una audiencia internacional.
Fue miembro de la Académie Internationale d'Héraldique y en 1977, patrocinó una reedición de su Manuel du blason, revisado y completado por Léon Jéquier, así como su versión alemana, Lehrbuch der Heraldik de Ottfried. Neubecker.

## Obras
Además de numerosos artículos sobre cuestiones de heráldica y sigilografía relacionadas con la Suiza romanda, Galbreath ha publicado varias monografías:
- Manuel d'heraldique, 1922 (ampliado con el título Manuel du blason Lausanne, éd. Spes, 1942). Con Hubert de Vevey.[4]
- Papal heraldry: un tratado sobre heráldica eclesiástica, Cambridge:W. Heffer, 1930 (nueva edición Geoffrey Briggs, Londres 1972).[5]
- Handbüchlein der Heraldik mit einem deutsch-French und französisch-deutschen heraldischen Wörterbuch, Lausana: ed. Spes, 1930.
- Armorial vaudois, 2 volúmenes, Baugy-sur-Clarens, 1934-1936 (considerada la obra principal de Galbreath) (reimpresión Geneva Slatkine 1977).
- Inventaire des sceaux vaudois, Lausana, Ginebra, Payot 1937.
- Lehrbuch der Heraldik, Múnich 1939 (Lausana 1978).
- Beiträge zur Geschichte der Heraldik, Berlín 1939. Con Egon von Berchem y Otto Hupp.[6]

## Fondos
- En los Inventaires des Archives cantonales vaudoises figuran a disposición de los investigadores de los fondos donados por el autor.